# The Little Orphan
The Little Orphan er en amerikansk stumfilm fra 1917 af Jack Conway.

## Medvirkende
- Ella Hall som Rene Lescere.
- Jack Conway som David Clark.
- Gertrude Astor som Emmeline Warren.
- Gretchen Lederer som Mrs. Billy Hardwick.
- Dick La Reno som Dick Porter.